# Moric Puštalski
Moric Puštalski, slovenski plemič, * 15. stoletje, Škofja Loka (?), † pred 1549, Puštal (?).

## Življenjepis
Izhaja iz rodbine Puštalskih. Njegov oče Joahim in brat Krištof sta bila gradiščana na Kranclju in Zgornjem stolpu. Tudi Moric je bil velikokrat v sporu z loškim oskrbnikom. Že leta 1510 je Pavel Rasp tožil škofu, da Moric povzroča razne težave. Ker se je škof želel izogniti preostremu nasprotstvu, je bil v sankcijah mehak.
Po njegovi smrti je brat Krištov njegovo dediščino v vrednosti 32 goldinarjev in 33 krajcarjev združil skupaj s svojim imetjem.